# Griekse duinslak
De griekse duinslak (Cernuella cisalpina) is een slakkensoort uit de familie van de Geomitridae. De wetenschappelijke naam van de soort werd, als Helix cisalpina, voor het eerst geldig gepubliceerd in 1837 door Rossmassler.

## Beschrijving

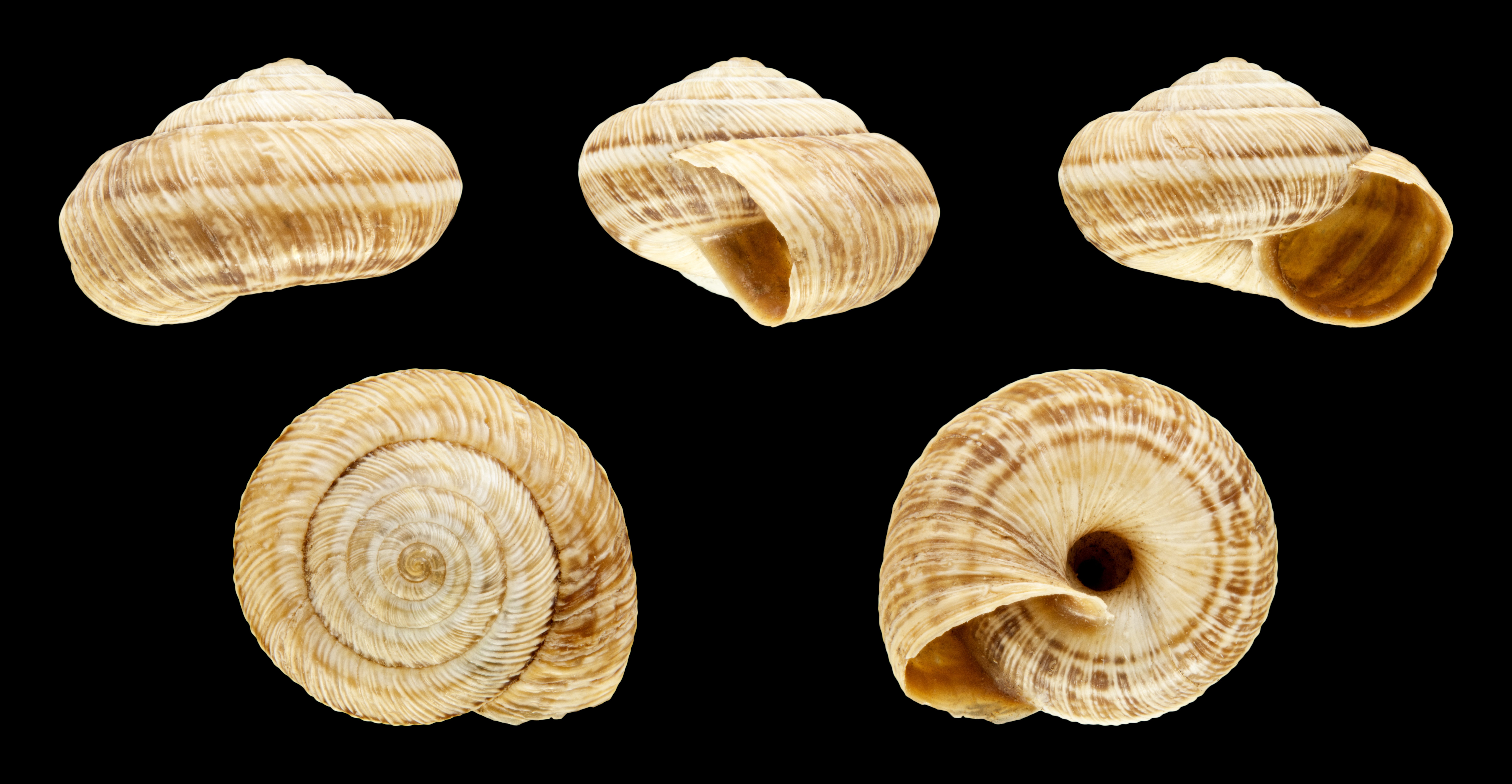

De griekse duinslak is een huisjeslak met een gedrongen kegelvormige tot vrijwel platte slakkenhuisje die 6,5 tot 9,0 mm hoog en 8,0 tot 12,0 mm breed is. Er zijn vijf tot zes gebogen windingen die aan de omtrek afgerond zijn. De smalle, open navel neemt ongeveer 1/6 van de breedte van het huisje in beslag. De mond is schuin eivormig, de mondrand is eenvoudig en in het navelgebied slechts licht gebogen.
De witachtige, crème tot bruinachtige schaal heeft donkerdere spiraalvormige banden of vlekken. Er verschijnen ook lichtere strepen aan de rand. Het oppervlak is vormgegeven met matige tot duidelijke, onregelmatig afgezette, vrij dicht op elkaar gelegen dwarsribjes en groeilijnen. De mond is van binnen roodbruin.

## Vergelijkbare soorten
Het huisje van de griekse duinslak is vergelijkbaar met die van de bolle duinslak (C. virgata). Deze laatste is echter groter, heeft een hogere draad en iets meer gebogen randen. Bij de griekse duinslak is de navel iets breder en zijn de groeistroken iets grover. De leefgebieden van de twee soorten lijken ook enigszins verschillend te zijn. Terwijl de griekse duinslak de voorkeur geeft aan overwoekerde, droge gebieden en zich verschuilt onder stenen, is de kans groter dat de bolle duinslak wordt aangetroffen op open locaties met minder vegetatie. Als het in de zomer droog is, klimt hij op plantenstengels om aan de hitte van de grond te ontsnappen en blijft hij in de zomer inactief.

## Geografische verspreiding en leefgebied
Het verspreidingsgebied strekt zich uit van Italië tot de kusten van het Balkanschiereiland (Adriatische, Egeïsche en Zwarte Zee). In België nabij Westende leeft daar minstens sinds 1937 een kolonie in de kustduinen. In Nederland bestaat sinds 1984 een stabiele kolonie in de duinen bij Zandvoort. Ook nabij het vakantiedorp De Banjaard (Noord-Beveland, provincie Zeeland) is een kolonie gesticht. In Duitsland zijn er stabiele kolonies in Sleeswijk-Holstein en Mecklenburg-Voor-Pommeren. In de Verenigde Staten zijn gevestigde koloniën bekend in de kustgebieden van Virginia en North Carolina.
De griekse duinslak leeft in België en Noord-Duitsland op droge, zonnige locaties met weinig vegetatie in het gebied van kustduinen en dijken. In het Middellandse Zeegebied komt de soort voor op warme, droge en steenachtige locaties met vegetatie, maar ook op cultuurgrond. Als het droog is, verstopt hij zich onder stenen.